# Alopecosa barbipes
Alopecosa barbipes là một loài nhện trong họ Lycosidae.
Loài này thuộc chi Alopecosa. Alopecosa barbipes được Sundevall miêu tả năm 1833.

## Hình ảnh

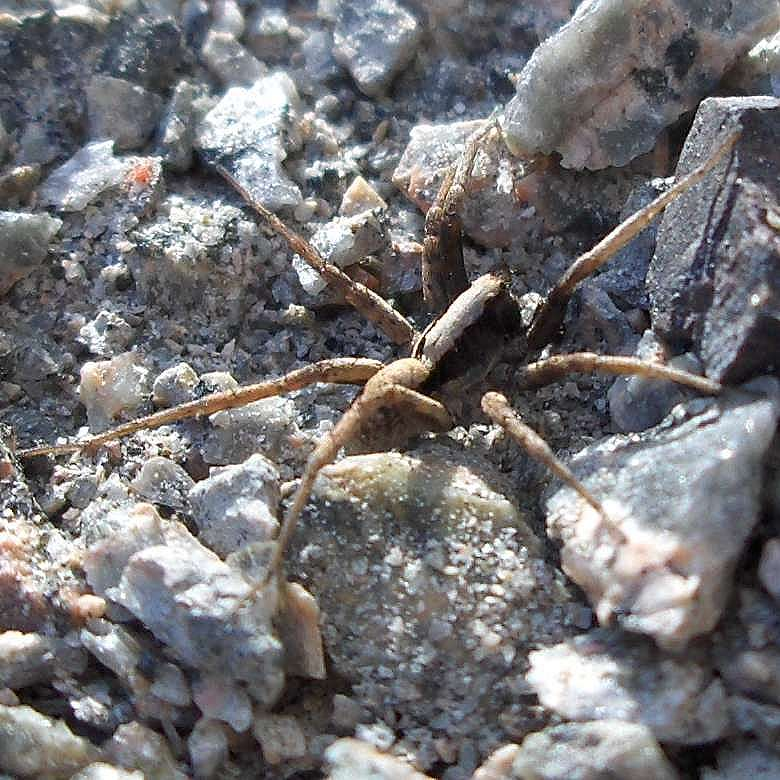